# Faragó József (néprajzkutató)
Faragó József, születési nevén Fábricz József (Brassó, 1922. február 2. – Kolozsvár, 2004. október 23.) romániai magyar néprajzkutató, író, egyetemi tanár, a Magyar Tudományos Akadémia tiszteleti tagja (1988). Eredeti neve: Fábricz József.

## Életútja
Kisiparos családból származott. Elemi és középiskolai tanulmányait szülővárosában folytatta, de a középiskolát már a sepsiszentgyörgyi Székely Mikó Kollégiumban fejezte be. 1941–1945 között a kolozsvári Ferenc József Tudományegyetem hallgatója volt. Az egyetemi hallgatókat tömörítő Móricz Zsigmond Kollégium alapító tagja és tanulmányi igazgatója lett, ő szerkesztette a kollégium kiadványait is. 1945-ben doktorált magyar néprajz főszakon, Gunda Béla tanítványaként. 1943–1947 között a kolozsvári egyetem Néprajzi Tanszékén dolgozott, majd 1948-tól alapító tagja lett a Román Akadémia Folklór Intézete kolozsvári osztályának. Itt dolgozott 1985-ös nyugdíjba vonulásáig. 1989 után az Erdélyi Múzeum-Egyesület alapító tagjaként és az egyesület folyóiratának szerkesztőjeként dolgozott.

## Munkássága
Faragó József kutatásainak tárgya az élő népköltészet, a romániai magyar folklorisztika története, illetve a magyar–román folklórkapcsolatok voltak.

### Kitüntetései, elismerései
- Petőfi-emlékérem (1948)
- Ortutay Gyula-emlékérem (1984)
- Lotz János-emlékérem (1986)
- Kriterion-koszorú (1999)[3]
- A Magyar Népi Kultúra Kutatásáért Emlékérem (2002)
- Kolozsvári Írók Társaságának Díja (2002)
- Arany János-díj a Tudományos Kutatásért (2004)

## Főbb művei
- Rokonaink. Kolozsvár, 1943
- Betlehemezők és kántálók Pusztakamaráson. Erdélyi Néprajzi Tanulmányok 8, Kolozsvár, 1947
- Kevély Kereki (népi játék és népmese Petőfiről), Kolozsvár 1947
- Táncoljunk, daloljunk! (Elekes Dénessel, székely néptáncok), 1949
- Felszállott a páva (szemelvények a magyar népköltészetből a XVI. századtól máig), 1951
- Moldvai csángó népdalok és népballadák (Jagamas Jánossal és Szegő Júliával), 1954
- A szegény ember vására (székely népmesék), 1955
- Diófának három ága (székely népballadák), 1956
- Jávorfa-muzsika (népballadák), 1965
- Kriza János. Három tanulmány; tan. Antal Árpád, Faragó József, Szabó T. Attila; Irodalmi, Bukarest, 1965
- Kurcsi Minya havasi mesemondó, 1969
- Kriza János. Antal Árpád, Faragó József, Szabó T. Attila három tanulmánya; 2. átdolg. kiad.; Dacia, Kolozsvár, 1971
- Gyönyörű Bán Kata (régi magyar népballadák), Kolozsvár, 1973
- Háromszéki népballadák (Albert Ernővel), 1973
- Romániai magyar népdalok (Jagamas Jánossal), 1974
- Három testvér, kilenc sárkány. Román fantasztikus balladák; vál., szerk., bev., jegyz. Faragó József, ford. Kiss Jenő; Kriterion, Bukarest. 1976
- Kalotaszegi magyar népviselet (Nagy Jenővel és Vámszer Gézával), 1977
- Balladák földjén (tanulmányok, a dallamok gondozója Almási István), 1977
- Bihari gyermekmondókák; közzéteszi Faragó József, Fábián Imre; Kriterion, Bukarest, 1982
- Rétek harmatában. Román népballadák / Pe părîu de rouă; vál., utószó Faragó József, ford. Kiss Jenő; Dacia–Európa, Kolozsvár-Napoca–Bp.,1985
- Virágok vetélkedése.Régi magyar népballadák; dallamvál., sajtó alá rend. Almási István, szöveggond. Faragó József; Kriterion, Bukarest, 1986
- Ószékely népballadák; vál., tan., jegyz. Faragó József; Kriterion, Bukarest, 1998
- Bihari népmondák; szerk. Faragó József, Fábián Imre; 2. bőv. kiad.; Literator, Nagyvárad, 2001
- Balade populare româneşti / Román népballadák; vál., sajtó alá rend. Faragó József; Tinivár, Kolozsvár, 2001
- Uzoni betlehemes 1942-ben és 1943-ban; Kriza János Néprajzi Társaság, Kolozsvár, 2001
- Csángómagyar népballadák; vál., tan., jegyz. Faragó József; Kriterion, Kolozsvár, 2002
- Ismét a balladák földjén. Válogatott tanulmányok, cikkek; szerk. Szilágy N. Zsuzsa; Kriterion, Kolozsvár, 2005